# گویش دیگوری
دیگوری (به زبان آسی:دیگورون) یکی از دو گویش اصلی زبان آسی است که توسط دیگوری‌ها صحبت می‌شود. گویش اصلی دیگر ایرونی (به زبان آسی: ایروناو) است. آن گویشی که بیشتر جنبه ادبی دارد گویش ایرون است.
آسی زبانی ایرانی است که در قفقاز صحبت می‌شود. اختلاف میان دو گویش اصلی آسی چنان است که برخی آن‌ها را دو زبان جدا می‌دانند از جمله فرهنگ دیگوری به روسی جدید تألیف فِدار تاکازوف آن را زبان دیگوری می‌نامد و نه گویش.

## منبع
ویکی‌پدیای انگلیسی، نسخهٔ ۲۶ نوامبر ۲۰۰۶.